# Chara de Rie
『Chara de Rie』(キャラ･ド･リエ) は、日本の声優、田中理恵の1枚目のミニ・アルバム。2003年9月10日にビクターエンタテインメントから発売された。

## 概要
- 初となるミニアルバムであり、2003年2作目のアルバム。
- 「初回限定盤」「通常盤」の計2形態で発売となった。初回限定盤のみ「ニンギョヒメ」のPVを収録したDVDが同梱されている。
- オリジナル・サウンドトラックに収録されていたキャラクター「ちぃ」(ちょびっツ) 「ラクス・クライン」(機動戦士ガンダムSEED) 役で歌唱したキャラクターソングと、新曲「JUDY」が収録されている。

## 収録曲
| #         | タイトル                                | 作詞       | 作曲       | 編曲                | 時間  |
| --------- | --------------------------------------- | ---------- | ---------- | ------------------- | ----- |
| 1.        | 「かたことの恋」(ちぃ Ver.)             | 高浪敬太郎 | 高浪敬太郎 | 高浪敬太郎          | 2:35  |
| 2.        | 「Let Me Be With You」(ちぃ Ver.)       | 北川勝利   | 北川勝利   | ROUND TABLE・宮川弾 | 4:31  |
| 3.        | 「そして世界は今日も始まる」(ちぃ Ver.) | 西直紀     | 髙浪敬太郎 | 髙浪敬太郎          | 3:37  |
| 4.        | 「水の証」(Acoustic Ver.)               | 梶浦由記   | 梶浦由記   | 梶浦由記            | 4:17  |
| 5.        | 「静かな夜に」                          | 梶浦由記   | 佐橋俊彦   | 梶浦由記            | 4:52  |
| 6.        | 「JUDY」                                | かの香織   | かの香織   | 河野伸              | 5:17  |
| 合計時間: | 合計時間:                               | 合計時間:  | 合計時間:  | 合計時間:           | 25:09 |

| #  | タイトル                                      | 作詞 | 作曲・編曲 |
| -- | --------------------------------------------- | ---- | ---------- |
| 1. | 「ニンギョヒメ」(プロモーションビデオ)        |      |            |
| 2. | 「24 wishes」(ジャケット撮影メイキングビデオ) |      |            |

## 楽曲解説
かたことの恋 -ちぃ Ver.-
TBSテレビ系アニメ『ちょびっツ』メイン・テーマ
2枚目のシングル「ニンギョヒメ」にも収録されている。
Let Me Be With You -ちぃ Ver.-
ROUND TABLE featuring Ninoのカヴァー。原曲はTBSテレビ系アニメ『ちょびっツ』オープニング・テーマ
サウンドトラック・アルバム『ちょびっツ オリジナルサウンドトラック 002』にも収録されている。
そして世界は今日も始まる -ちぃ Ver.-
TBSテレビ系アニメ『ちょびっツ』挿入歌
2枚目のシングル「ニンギョヒメ」にも収録されている。
水の証 -Acoustic Ver.-
TBSテレビ系アニメ『機動戦士ガンダムSEED』挿入歌
アルバム初収録。オリジナルバージョンは「機動戦士ガンダムSEED SUIT CD vol.3 LACUS × HARO」に収録されている。
静かな夜に
TBSテレビ系アニメ『機動戦士ガンダムSEED』挿入歌
サウンドトラック・アルバム『機動戦士ガンダムSEED ORIGINAL SOUNDTRACK I』にも収録されている。